# Scars (álbum de Gary Moore)
Scars es el décimo quinto álbum de estudio del guitarrista norirlandés de blues rock y hard rock Gary Moore, publicado en 2002 por el sello Sanctuary Records. A principios de ese año Moore inició un nuevo proyecto junto al exbajista de Skunk Anansie Cassie Lewis y Darrin Mooney baterista de Primal Scream, que fue precisamente llamado Scars. Es el tercer proyecto de esta magnitud, ya que anteriormente lo había hecho con los discos G-Force y Around the Next Dream, sin embargo y a diferencia de los mencionados este si es reconocido como álbum propio.
Según la crítica especializada posee un sonido similar a los power trios de la década de los setenta, como Cream y The Jimi Hendrix Experience.

## Lista de canciones
Todas las canciones escritas por Gary Moore, a menos que se indique lo contrario.

| N.º | Título                                 | Escritor(es)         | Duración |  |
| 1.  | «When the Sun Goes Down»               | Moore, Lewis, Mooney | 4:19     |  |
| 2.  | «Rectify»                              | Moore, Lewis, Mooney | 4:21     |  |
| 3.  | «Wasn't Born in Chicago»               |                      | 4:35     |  |
| 4.  | «Stand Up»                             | Moore, Lewis, Mooney | 4:11     |  |
| 5.  | «Just Can't Let You Go»                |                      | 7:40     |  |
| 6.  | «My Baby (She's So Good to Me)»        |                      | 3:26     |  |
| 7.  | «World of Confusion»                   |                      | 4:22     |  |
| 8.  | «Ball and Chain»                       | Moore, Lewis, Mooney | 12:53    |  |
| 9.  | «World Keep Turnin' Around»            |                      | 4:15     |  |
| 10. | «Who Knows (What Tomorrow May Bring?)» |                      | 9:48     |  |

## Músicos
- Gary Moore: voz y guitarra eléctrica
- Casey Lewis: bajo y coros
- Darrin Mooney: batería